# Národní třída (novela)
Národní třída (2013) je novela Jaroslava Rudiše. Jedná se o přepracovanou divadelní hru, kterou uvedlo v roce 2012 brněnské Divadlo Feste. Hlavní postavou je Vandam (přezdívka podle herce akčních filmů Jean-Claude van Damme) z pražského Severního Města.

## Styl
Kniha se skládá z 19 krátkých číslovaných kapitol o rozsahu od několika vět po několik stránek. Text zachycuje pouze Vandamův monolog ke svému synovi, jedinou výjimkou je desátá kapitola (pojmenovaná Jizvy), která je psaná v er-formě.

## Děj
Vandam je rváč, který se v současnosti živí natíráním střech. Má za sebou období závislosti na drogách i pobyt ve vězení. Je fascinován historií vojenství, vlastní o tomto tématu dost publikací, zvlášť rád mluví o bitvě v Teutoburském lese, sám se považuje za bojovníka či válečníka, denně dělá 200 kliků. Vysedává v hospodě Severka spolu s několika známými (např. Mrazák), kde se občas s někým popere, když je potřeba ho „poučit o životě“. Se servírkou Luckou má krátký románek (popsaný v kapitole Jizvy). Je na sebe pyšný, že dal první ránu při demonstraci na Národní třídě v listopadu 1989 a tím spustil revoluci.
Kniha končí tak, že za Luckou přijde kvůli jejím dluhům exekutor, ale Vandam Lucku brání a porve se s ním. Ve rvačce ale prohrává a zraněného ho odvezou dva policisté, kteří ho ubijí v lese za sídlištěm. Nakonec z Vandamova monologu také vyplývá, že byl sice na demonstraci na Národní třídě, ale jako policista a že dal sice první ránu, ale zmlátil svého bratra, který byl mezi demonstrujícími.

## Dramatizace
Novela byla dramatizována v němčině a v lednu 2017 měla premiéru na Malé scéně městského divadla v Brémách. Inscenaci režírovala česko-německá režisérka Theresa Welgeová.

## Film
Práva na film zakoupila společnost Negativ, natočil jej Štěpán Altrichter a premiéru měl v září 2019.

## Recenze
- Klára Kubíčková, iDNES.cz 12. června 2013
- Pavel Mandys, iHNed.cz 16. června 2013
- Jaroslav Soukup, iLiteratura.cz 23. července 2013
- Pavel Kroulík, Respekt 29. července 2013